# Nowe Strzałki
Nowe Strzałki – kolonia w Polsce położona w województwie mazowieckim, w powiecie grójeckim, w gminie Nowe Miasto nad Pilicą.
W latach 1975–1998 miejscowość należała administracyjnie do województwa radomskiego.